# مارینا تراندنکووا
مارینا تراندنکووا (روسی: Марина Евгеньевна Транденкова؛ زادهٔ ۷ ژانویهٔ ۱۹۶۷) ورزشکار دو و میدانی اهل روسیه است.